# アメリカン・パイ (映画)
『アメリカン・パイ』（原題：American Pie）は、1999年にアメリカで公開された青春コメディ映画。卒業を間近に控えた高校生4人組が、プロムまでに童貞を捨てようと、あの手この手を使って奮闘する様を描く。全米で大ヒットを記録し、その後第8作まで製作されている。第4作以降はスピンオフである。
1980年代に人気を博した『ポーキーズ』や『グローイング・アップ』を彷彿とさせるセックス・コメディとして多くのファンの支持を得ている。

## 概要
- 「アメリカン・パイ」とは、劇中でも、その名の通りパイ（特にアップルパイ）のことを指す。このタイトルは、主人公ジムの奇行に由来する。
- 製作時の仮題は『East Great Falls High』、『Great Falls』。

## ストーリー
ミシガン州の高校に通うジムは毎日マスターベーションに耽るばかりで、もちろん恋人などいない。また童貞という特に悩ましい問題も抱えていた。親友のオズやケビンやフィンチも同様、それぞれ童貞であり、問題を抱え込んでいた。悪友のスティフラーが自宅で開催するパーティに参加しても、成果は皆無に等しい。そこでジム達4人は決心する。「高校卒業までに童貞を卒業して華々しく卒業しよう!」と誓い合った。彼らは思い思い、プロムの夜までに童貞から脱すべく行動を開始するのだった。

## キャスト
| 役名                     | 俳優                                 | 日本語吹替 |
| ------------------------ | ------------------------------------ | ---------- |
| ジム・レヴェンスタイン   | ジェイソン・ビッグス                 | 成田剣     |
| クリス・オストライカー   | クリス・クライン                     | 室園丈裕   |
| ケヴィン・マイヤーズ     | トーマス・イアン・ニコラス           | 猪野学     |
| ミシェル・フラハティ     | アリソン・ハニガン                   | 本美奈子   |
| ナディア                 | シャノン・エリザベス                 | 村井かずさ |
| ヴィクトリア・ラトゥム   | タラ・リード                         | 石塚理恵   |
| スティーブ・スティフラー | ショーン・ウィリアム・スコット       | 高木渉     |
| ヘザー                   | ミーナ・スヴァーリ                   | 小島幸子   |
| ポール・フィンチ         | エディ・ケイ・トーマス               | 杉山大     |
| ジェシカ                 | ナターシャ・リオン                   | 斎藤恵理   |
| ジムのパパ               | ユージン・レヴィ                     | 星野充昭   |
| ジョン                   | ジョン・チョー                       |            |
| スティフラーのママ       | ジェニファー・クーリッジ             |            |
| チャック・シャーマン     | クリス・オーウェン                   |            |
| ジムのママ               | モリー・チーク                       |            |
| トム・マイヤーズ         | ケイシー・アフレック(ノンクレジット) |            |
| 英語教師                 | クライド・クサツ                     |            |

- その他の声の吹き替え：佐藤しのぶ／浜田賢二／荒井静香／川村拓央／小野塚貴志／谷口和花子／櫻井孝宏

## 登場人物
ジム・レヴェンスタイン
高校4年生（日本の高校3年生にあたる）。女性との初エッチを夢見ている童貞だが、恋愛に奥手なためいざ女性を前にすると緊張で上手く話せない。英語（日本で言う国語にあたる）が得意で、1教科800点満点の適性テスト で720点を取ったり、やや難しい言葉も知っている。親友たちと童貞卒業協定 を結んだ後、パソコンの出会い系サイトらしきものを利用し、その相手となりそうな女性を探し始める。
クリス・オストライカー
ジムの友人。通称“オズ”。恋人との交際を始めて間もない状態。年上の女子大生と付き合っておりスティフラーの家のパーティでセックスしたいと思っている。パーティで恋人と2人きりになるが、セックスの誘い文句が下手で歯の浮くようなことを言って笑われて破局してしまう。ラクロスなどをするスポーツマン。協定後は、「かわいいのに“手つかず”の女子生徒たちがいる」との理由で、コーラス部に入部する。コーラス部員に知られていないことから“思いやりのある男”のフリをするようになる。ミドルネームは内緒にしている。父親が経営するバゲットタイプのサンドイッチなどを売るファストフード店で時々バイトしている。卒業後は州立大学の経営学部に進学予定。
ケヴィン・マイヤーズ
ジムの友人。ヴィクトリアと付き合っているがエッチすることを焦らされておりキス程度しかしていない。パーティの席で失言したせいでヴィクトリアを怒らせてしまう。ジムたち4人で「高校卒業までに童貞を捨てる」という協定を結び、お互い競うことで切磋琢磨することを言い出す。協定後はヴィッキーの機嫌を直してよりを戻そうとする。兄・トムからとある本を読むよう言われる。卒業後はミシガン大学に進学予定。
ポール・フィンチ
ジムの友人。ジムたちに比べるとテンションが低めで個性的な言動をしている。協定後はパターゴルフを始め、また“巨根”や“タトゥーを入れている”などいくつかの噂を友人たちに頼んで流してもらい、女性たちが噂について聞かれたら「全て事実だ」と答えるよう頼む。潔癖症気味で「(作中の)高校のトイレは汚い」との理由から、便意を催すとわざわざ高校近くの自宅まで戻り用を足している。
ミシェル・フラハティ
ある授業でジムと席が隣同士となった生徒。プロムの相手を探すジムから、一緒にプロムに参加するよう誘われる。お喋り好きな性格で、自身が所属する楽団に関する話が多い。
ナディア
ジムの高校で学んでいる東欧人留学生。スティフラーのパーティに参加し、ジムから好意を持たれる。その時は特にジムに興味を持っていなかったが数日後彼が世界史が得意と聞いて勉強を教わりに彼の自宅に訪れ、いい雰囲気になる。
ヴィクトリア・ラトゥム
通称“ヴィッキー”。冒頭でコーネル大学への合格が決まるが、ケヴィンと遠距離恋愛になることに悩み始める。ケヴィンとのエッチは、高校卒業までにはしたいと思いながらもずっと思い出に残るような状況じゃないとしたくないと思ってきた。
ジェシカ
ヴィッキーの親友。セックスを経験済みで、性に対してオープンな性格でエッチな単語を恥ずかしがることなく使っている。フィンチから噂を流すよう頼まれるが、勝手に脚色して“フィンチがスティフラーのママと寝た”という噂を広める。ヴィッキーとケヴィンからそれぞれセックスや恋愛について相談されて色々と助言する。
スティーブ・スティフラー
自宅でパーティをすることになり、ジムたちを誘う。言動が少々下品で下ネタも言う。無神経　行動が雑。オズと同じくラクロス部に所属。日本で言う小学生ぐらいの弟がいる。プロムに一緒に行く予定の女子生徒が「フィンチに誘われる可能性があるなら彼と行きたい」と取りやめたことから、彼を敵視し始める。
ヘザー
高校のコーラス部の女子生徒。コーラス部に入部してきたオズと親しくなる。以前から同級生たちの週末のパーティの誘いを断ってきたため、周りから「お嬢様気取りでプライドの高い女」と言われている。プロムの相手としてオズを誘うが、その後ラクロス部の仲間と彼が自身を笑い者にしたと勘違いして前言撤回する。卒業後はミシガン大学に進学予定。
ジムのパパ
穏やかな性格で息子思い。ジムが童貞を卒業したいと思っていることを知り、後日女性の裸が載った雑誌を息子にプレゼントし同じ男として女性の体や性行為について教える。
ジムのママ
冒頭でジムが自室のテレビでエッチな番組を見ていたため注意する。
スティフラーのママ
色気のある熟女。高校の卒業生たちのためにプロム後のパーティの場として、自身の別荘を提供する。多くの生徒たちがカップルで訪れる中、1人で来たフィンチを励まししばらくの間会話する。
チャック・シャーマン
ジムの同級生だが自慢げな口調で嫌味を言ったりするため、彼らからあまり良く思われていない。パーティーの最中に童貞を卒業した途端、ジムたち童貞4人組に上から目線で接するようになる。実は緊張するとお漏らしをしてしまうが周りには秘密にしている。
トム・マイヤーズ
ケヴィンの兄。学生か社会人かは不明だが、現在は実家を出て暮らしている。ある時電話でケヴィンからセックスのコツについて相談され、高校の図書館で密かに長年保管されてきた“性書”の存在を教えて読むよう告げる。

## シリーズ
- 第2作 『アメリカン・サマー・ストーリー』 American Pie 2 (2001)
- 第3作 『アメリカン・パイ3:ウェディング大作戦』 American Wedding (2003)
- 第4作 『アメリカン・パイ in バンド合宿』 American Pie Presents: Band Camp (2005) ※ビデオムービー
- 第5作 『アメリカン・パイ in ハレンチ・マラソン大会』 American Pie Presents: The Naked Mile (2006) ※ビデオムービー
- 第6作 『アメリカン・パイ in ハレンチ課外授業』American Pie Presents: Beta House (2007)
- 第7作 『アメリカン・パイ in ハレンチ教科書』American Pie Presents: The Book Of Love (2009)
- 第8作 『アメリカン・パイパイパイ!完結編 俺たちの同騒会』American Reunion (2012)